# Effet robe rouge

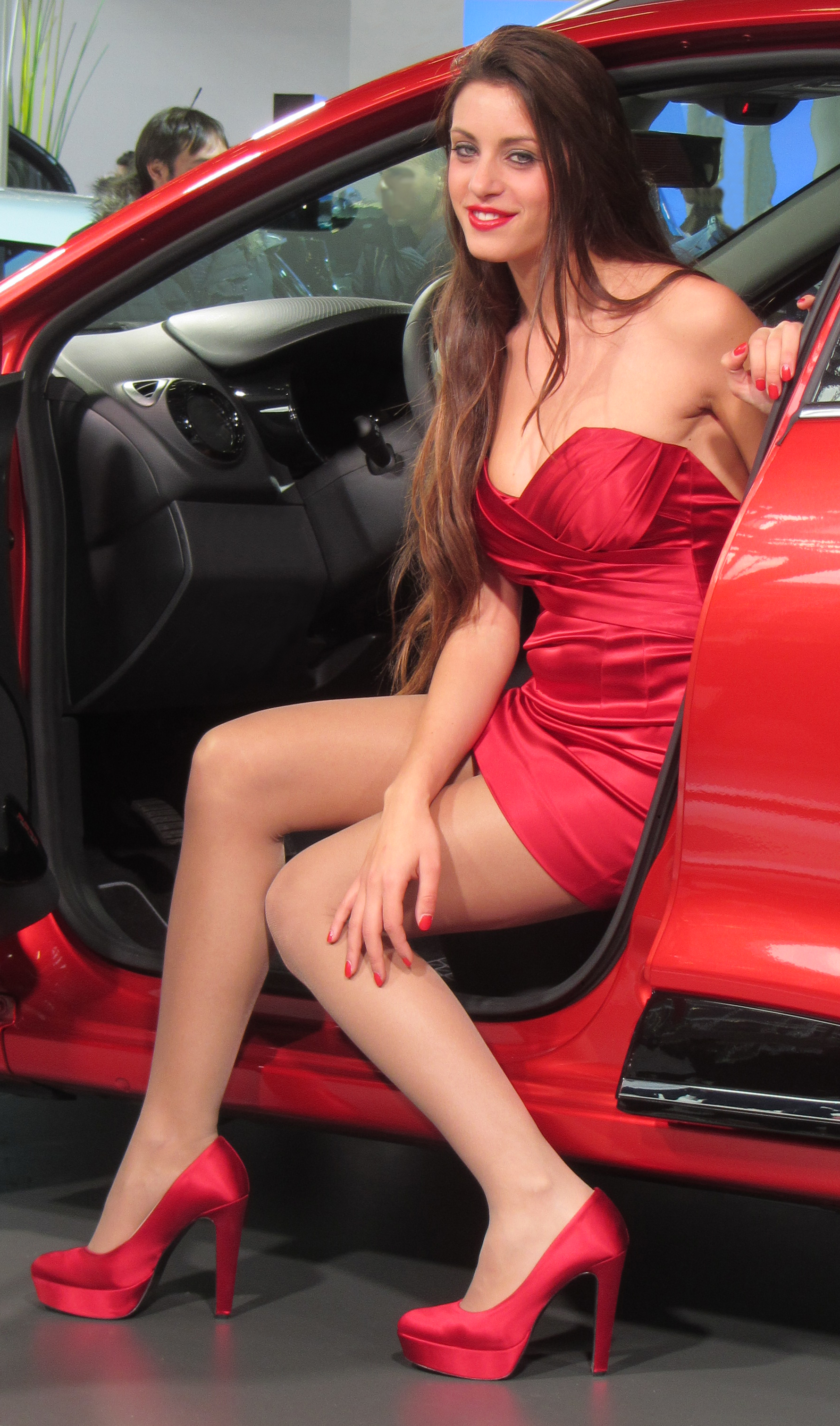
Mannequin de promotion au salon de l'automobile de Bologne.

L'effet robe rouge est un effet, contesté, selon lequel une femme portant des vêtements rouges, comme une robe rouge, est perçue comme étant plus attrayante sexuellement qu'elle ne l'est lorsqu'elle porte d'autres couleurs. Chez les primates, un indicateur visuel de la fertilité féminine se produit par le biais d'un gonflement pendant la phase folliculaire et est corrélé à une augmentation des taux d'œstrogènes. Il a été affirmé que cet effet agit inconsciemment parce que les participants rapportent rarement que la couleur a été un critère sélectif dans leurs jugements d'attractivité. Cependant, il existe une étude qui a testé si la prise de conscience est importante, et ses conclusions mettent en doute cette spéculation antérieure.

## Hypothèses

### Biologie des primates

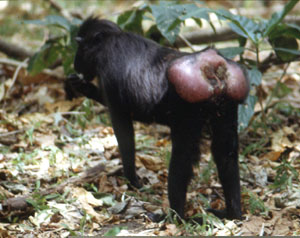
Femelle macaque en œstrus.

Dans la nature, lorsque de nombreuses espèces de femelles primates non humaines deviennent fertiles, leur taux d'œstrogènes augmente, ce qui provoque l'ouverture de leurs vaisseaux sanguins, entraînant des rougeurs sur la peau, en particulier près du visage, de la poitrine et des organes génitaux,. Le fait d'afficher une couleur chez certains primates femelles est appelé "gonflement sexuel" (sexual swelling en anglais). Il a été démontré que cette augmentation de la rougeur attire les homologues mâles, il en résulte une activité sexuelle accrue, l'auto-stimulation et l'attention envers les femelles. Par conséquent, il y a des raisons de croire en l'existence d'instincts évolutifs qui associent le rouge à la fertilité, en supposant que l'animal en question puisse percevoir la couleur[réf. nécessaire].

### Conditionnement social
Le folklore, la mythologie et la littérature associent le rouge à la fertilité, et les femmes auraient porté l'équivalent d'un rouge à lèvres dès 10 000 ans avant notre ère et ainsi la réceptivité sexuelle et le rouge peuvent être le résultat d'un conditionnement social. Cependant, ce conditionnement social peut avoir pour origine des raisons biologiques et évolutives, et n'est qu'une extension de nos instincts primitifs. Les organes génitaux féminins, comme la vulve, ont normalement des poils qui cachent toute peau colorée.

## Pertinence scientifique

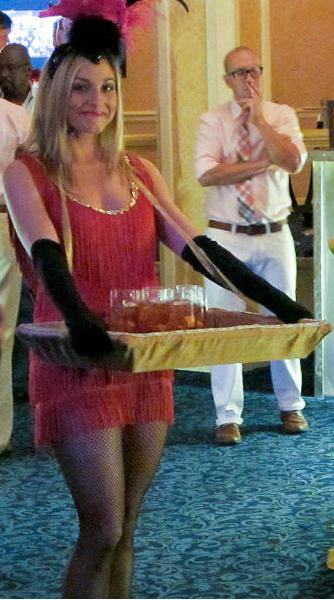
Selon Nicolas Guéguen et Céline Jacob, porter des vêtements rouges augmente les perspectives de pourboire pour une serveuse.

Dans une première série d'expériences publiée en 2008, Andrew Elliot et Daniela Niesta Kayser ont montré qu'une photographie de jeune femme est jugée par des étudiants mâles américains plus attrayante sur un fond rouge que sur un fond blanc, mais que ce résultat ne se vérifie pas quand la photographie est examinée par des femmes.
Dans une seconde série d'expériences dont les résultats ont été publiés en 2010, Daniela Niesta Kayser, Andrew  Elliot et Roger Feltman ont étudié l'effet de vêtements rouges portés par des femmes sur l'attraction qu'elles exercent vis-à-vis des hommes. Dans une première expérience, ils ont mis en évidence une plus grande propension d'étudiants américains âgés d'une vingtaine d'années à engager une conversation en ligne intime avec une même jeune femme dont ils voyaient la photo, si elle était vêtue d'un t-shirt rouge, plutôt que d'un t-shirt vert. Dans une deuxième expérience, ils ont établi que des étudiants du même groupe d'âge s'asseayaint plus près d'une jeune femme portant un t-shirt rouge que de la même jeune femme portant un t-shirt bleu.
Dans une étude réalisée en Bretagne et publiée en 2010, Nicolas Guéguen a montré que des conducteurs mâles s'arrêtaient plus souvent pour prendre une auto-stoppeuse vêtue d'un t-shirt rouge que si l'auto-stoppeuse portait un le même t-shirt de couleur noire, blanche, jaune, bleue ou verte, mais que cette prévalence ne se vérifiait pas si le conducteur était une femme.
Dans une étude publiée en 2011 et visant à éliminer un possible biais qui aurait été lié à l'attitude de l'auto-stoppeuse dans l'expérience précédente, Nicolas Guéguen et Céline Jacob ont établi que des femmes postant leur photo sur un site de rencontres obtenaient plus de réponses si elles portaient un t-shirt rouge que si ce dernier était noir, blanc, jaune, bleu ou vert.
Dans une étude réalisée en France et publiée en 2012, Nicolas Guéguen et Céline Jacob ont montré qu'une serveuse de restaurant recevait plus fréquemment un pourboire de la part de clients mâles et pour un montant plus important si elle portait un t-shirt rouge plutôt que le même t-shirt noir, blanc, jaune, bleu ou vert, mais que cette prévalence n'était pas vérifiée s'il s'agissait d'une cliente.
Dans une étude réalisée par Pazda et al., il a été montré que les femmes portant du rouge sont jugées plus attrayantes par les hommes. Ils ont expliqué cela en faisant référence à l'aspect biologique selon lequel les femmes sexuellement réceptives sont plus attirantes parce qu'elles ont une probabilité plus élevée de s'engager dans une activité sexuelle, ainsi qu'une probabilité plus élevée pour les hommes de se reproduire avec succès.
Le même effet semble fonctionner dans l'autre sens. Dans une étude controversée, d'Elliot et al., il a été montré que les hommes portant du rouge sont jugés plus attractifs par les femmes.
Une vaste étude de réplication par Peperkoorn et al. n'a trouvé aucune preuve de l'effet robe rouge. En effet, une autre grande expérience n'a trouvé aucune preuve que les signaux de couleur rouge sont systématiquement associés aux évaluations d'attractivité, jetant le doute sur les mécanismes sous-jacents généralement utilisés pour expliquer l'effet robe rouge.